# 結婚執照
結婚執照（英語：marriage license）是一種源於西方社會、主要由教會或政府簽發的文件，用以批准婚禮的舉行。結婚執照最先出現於中世紀，在當時，男女雙方舉行婚禮前必須按規定對外公佈婚訊，或是在事前申領結婚執照，否則有關婚姻即屬違法。歷史上不同地方不同時代，對於申領結婚執照都有不同的辦法和規定。
在現代，大部份地方在結婚舉行前都無需申領結婚執照；事實上，不少國家也只設有結婚證書而沒有結婚執照，兩者的分別在於結婚證書是一對新人完婚後，才獲發給的證明文件。至於在一些仍設有結婚執照的地方，申領結婚執照的主要目的是為了符合當地的相關法律規定。如果結婚執照在見證下由一對新人簽署，也可被視作有關婚姻的紀錄文件。在某些設有結婚執照的地方，結婚雙方即使在未有申領結婚執照的情況下結婚，也可獲得「赦免」；而另一些地方則同樣承認普通法婚姻和同居婚姻（marriage by cohabitation by habit and repute）為合法婚姻。
根據聯合國大會於1948年通過的《世界人權宣言》其中第16條指出，「成年男女，不受種族、國籍或宗教之任何限制，有權婚嫁及成立家庭。男女在婚姻方面，在結合期間及在解除婚約時，俱有平等權利。婚約之締訂僅能以男女雙方之自由完全承諾為之。家庭為社會之當然基本團體單位，並應受社會及國家之保護。」

## 外部連結
- . vitalrecordsguide.com.   [2014-07-17]. （原始内容存档于2021-02-25）.
- . FindLaw.   [2014-07-17]. （原始内容存档于2011-10-03）.
- . marriage-licenses.org. （原始内容存档于2012-10-12）.